# 테마 (컴퓨팅)

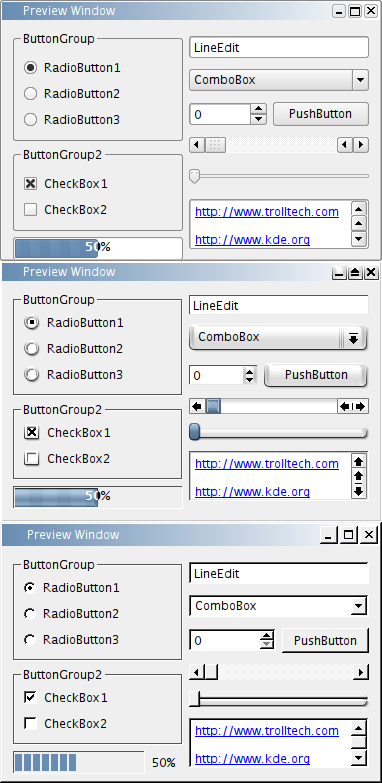
Qt를 사용한 동일 GUI. 3개의 각기 다른 테마.

테마(영어: theme)는 컴퓨팅에서 그래픽 배색에 대한 자세한 정보를 담고 있는 프리셋 꾸러미를 말한다. 보통 운영 체제, 위젯 세트, 창 관리자의 룩 앤 필을 사용자가 직접 수정하기 위해 사용된다.
각 응용 프로그램에 대한 그래픽 테마는 스킨이라고 하며, 이 낱말이 비록 주된 영역은 다르지만 동등한 뜻으로 자주 쓰인다.

## 테마 시스템
- IceWM는 테마를 사용하여 작업 표시줄, 창 테두리, 시간 포맷을 꾸밀 수 있다.
- 그놈, KDE는 두 개의 독립적인 테마를 사용할 수 있다. 하나는 단추, 스크롤바, 목록 요소의 겉부분(유리 같이 보이는 누름 단추나 사각 단추 등)을 수정할 수 있다. 다른 하나는 창의 겉부분(창 테두리, 제목 표시줄 등)을 수정할 수 있다.
- 맥 OS는 Kaleidoscope ShapeShifter와 같은 서드파티 응용 프로그램을 사용하여 테마를 입힐 수 있다. 애플은 자사의 운영 체제 버전 8에 시스템 테마를 공개하기로 계획하였으나 나중에 이 계획을 취소하였다.
- 윈도 메이커는 테마에 들어 있는 아이콘, 메뉴, 창 테두리의 색을 저장할 수 있지만, 배경 화면 설정은 독립적이다. 윈도메이커는 작업 표시줄을 꾸미지 못한다.
- 윈도우 98 이후에는 배경 화면, 아이콘, 소리, 색, 커서와 더불어 "자연", "우주"와 같은 테마가 포함되었다.
- 윈도우 XP는 루나 테마, 에너지 블루와 같은 새로운 테마를 몇 가지 도입하여 이전 윈도 버전에서 제공하였던 "고전 테마"와 다른 면을 제공한다. 또한 윈도우 비스타부터는 새로운 테마 시스템인 윈도우 에어로가 포함된다.

## 같이 보기
- 아쿠아 (사용자 인터페이스)
- 산업 디자인
- 룩 앤드 필
- 사용자 인터페이스 디자인
- 윈도우 에어로
- 윈도우 XP 테마